# Gianmaria Dal Maistro
Gianmaria Dal Maistro, detto Jerry (Schio, 4 dicembre 1980), è un ex sciatore alpino italiano ipovedente, vincitore di nove medaglie paralimpiche (un oro), di cinque medaglie mondiali e di quattro Coppe del Mondo di specialità.

## Biografia
Ipovedente con residuo visivo di un decimo, iniziò a sciare a sei anni e nel 1996, a 16 anni, partecipò alle sue prime gare agonistiche.

### Stagioni 1996-2002
Con Monica Martin come atleta guida, nel 1996 partecipò ai Mondiali di Lech, sua prima presenza iridata, ottenendo il 6º posto nella discesa libera; ai VII Giochi paralimpici invernali di Nagano 1998, sua prima presenza paralimpica, conquistò la medaglia d'argento nella discesa libera e nello slalom gigante, quella di bronzo nello slalom speciale e si classificò 4º nel supergigante.
Nella stagione 2000-2001, conquistò la Coppa del Mondo di slalom speciale e ai successivi VIII Giochi paralimpici invernali di Salt Lake City 2002 vinse la medaglia d'argento nello slalom gigante, si piazzò 6 nella discesa libera, 4º nel supergigante e non completò lo slalom speciale.

### Stagioni 2003-2010
Dal 2003 il suo atleta guida fu Tommaso Balasso (i due vengono indicati anche con il nomignolo "Tom & Jerry") e in quella stagione conquistò un'altra Coppa del Mondo di specialità, questa volta nel supergigante; l'anno dopo ai Mondiali di Wildshonau 2004 ottenne la medaglia d'argento nel supergigante e nello slalom gigante, quella di bronzo nello slalom speciale e si classificò al 5º posto nella discesa libera.
Sempre in coppia con Balasso ai IX Giochi paralimpici invernali di Torino 2006 vinse la medaglia d'oro nel supergigante e quella d'argento nello slalom gigante; nel 2009 ai Mondiali di Pyeongchang 2009, sua ultima presenza iridata, conquistò la medaglia di bronzo nello slalom gigante e nella supercombinata e si piazzò 8º nel supergigante e 4º nello slalom speciale. Ai X Giochi paralimpici invernali di Vancouver 2010, dopo esser stati portabandiera durante la cerimonia di apertura, Balasso e Dal Maistro vinsero la medaglia d'argento nella supercombinata, quella di bronzo nello slalom gigante e nello slalom speciale e si classificarono al 7º posto nel supergigante. Nella stagione 2009-2010 vinsero le Coppe del Mondo di slalom gigante e di supercombinata; si ritirarono in quello stesso 2010.

## Palmarès

### Paralimpiadi
- 9 medaglie[3]:
  - 1 oro (supergigante a Torino 2006)
  - 5 argenti (discesa libera, slalom gigante a Nagano 1998; slalom gigante a Salt Lake City 2002; slalom gigante a Torino 2006; supercombinata a Vancouver 2010)
  - 3 bronzi (slalom speciale a Nagano 1998; slalom speciale, slalom gigante a Vancouver 2010)

### Mondiali
- 5 medaglie[3]:
  - 2 argenti (supergigante, slalom gigante a Wildshonau 2004)
  - 3 bronzi (slalom speciale a Wildshonau 2004; slalom gigante, supercombinata a Pyeongchang 2009)

### Coppa del Mondo
- Vincitore della Coppa del Mondo di supergigante nel 2003[1]
- Vincitore della Coppa del Mondo di slalom gigante nel 2010[1]
- Vincitore della Coppa del Mondo di slalom speciale nel 2001[2][senza fonte]
- Vincitore della Coppa del Mondo di supercombinata nel 2010[1]

## Onorificenze
- Goccia d'oro del Comitato Italiano Paralimpico[senza fonte][2]
- Cittadinanza onoraria della città di Torino[senza fonte][2].